# Fabrizio De André
Fabrizio Cristiano De André, italijanski kantavtor, * 18. februar 1940, Genova, † 11. januar 1999, Milano.
De André velja za enega najbolj pomembnih, vplivnih in inovativnih italijanskih kantavtorjev. Ime Faber, ki mu ga je dal njegov prijatelj Paolo Villaggio, glede na njegovo nagnjenost k pastelom in svinčnikom Faber-Castell, kot tudi zaradi skladnosti z njegovim imenom.

## Diskografija
- 1966 – Tutto Fabrizio De André
- 1967 – Vol. 1º
- 1968 – Tutti morimmo a stento
- 1968 – Volume III
- 1969 – Nuvole barocche
- 1970 – La buona novella
- 1971 – Non al denaro non all'amore né al cielo
- 1973 – Storia di un impiegato
- 1974 – Canzoni
- 1975 – Volume 8
- 1978 – Rimini
- 1981 – Fabrizio De André (tudi poznan kot L'indiano)
- 1984 – Crêuza de mä
- 1990 – Le nuvole
- 1996 – Anime salve